# Feminismo materialista
El feminismo materialista destaca al capitalismo y al patriarcado como puntos centrales para entender la opresión a la mujer. Para el feminismo materialista, el género está visto como una construcción social, es decir, roles de género son forzados por la sociedad como que las mujeres deban tener hijos. 
La visión ideal del feminismo materialista es una sociedad en la que las mujeres estén tratadas social y económicamente igual que los hombres. La teoría se centra aún más en el cambio social que en buscar transformación dentro del sistema capitalista. Jennifer Wicke define al feminismo materialista como "un feminismo que insiste en examinar las condiciones materiales debajo de las cuales acuerdos sociales, incluyendo aquellos de jerarquía de género se desarrollan... El feminismo materialista evita ver esta jerarquía de género como el efecto de un singular... patriarcado y en cambio media la red de relaciones sociales y psíquicas que elabora un momento material histórico".  Ella declara que "...El feminismo materialista argumenta que las condiciones materiales de todas las  clases juegan un rol vital en la producción social de género y analiza las diferentes maneras en que las mujeres colaboran y participan en estas producciones".
El feminismo materialista también considera cómo mujeres y hombres de varias carreras y las etnias están mantenidas en su más bajo estado económico debido a un desequilibrio de poder que beneficia a quienes ya son privilegiados, protegiendo así el statu quo. Feministas materialistas cuestionan si las personas tienen acceso a una educación libre, si  pueden seguir carreras, si tienen acceso u oportunidad para hacerse ricos, y si no, qué restricciones económicos o sociales están impidiéndoles hacerlo, y cómo esto puede ser cambiado.

## Historia
El término de feminismo materialista surgió a finales de los años 70 y está asociado con pensadores clave, como Rosemary Hennessy, Stevi Jackson y Christine Delphy.
Rosemary Hennessy localiza la historia del feminismo materialista con el trabajo de feministas británicos y franceses quienes prefirieron el término feminismo materialista a feminismo marxista. En su mirada, el marxismo tuvo que ser alterado para ser capaz de explicar la división sexual del trabajo. El marxismo era inadecuado para la tarea debido a su sesgo de clase y enfoque en la producción. El feminismo era también problemático debido a su concepto esencialista e idealista de mujer. El feminismo material emerge entonces como sustituto positivo a ambos marxismo y feminismo, y señala la distribución desigual de recursos sociales.
El feminismo material es en parte originado del trabajo de feministas franceses, particularmente Christine Delphy.  Ella creía que había dos modos de producción en nuestra sociedad: industrial y doméstico. El primer modo permite la explotación capitalista mientras el segundo permite la explotación familiar y patriarcal. Ella argumentaba que el materialismo es la única teoría de la historia observa a la opresión como una realidad básica en la vida de las mujeres. Delphy declara que por esto, mujeres y todos los colectivos oprimidos necesitan del materialismo para investigar su situación. Para Delphy "empezar por la opresión define una aproximación materialista, la opresión es un concepto materialista". Declara que el modo doméstico de producción era el sitio de explotación patriarcal y la base material de la opresión de las mujeres. Delphy argumentó también que el matrimonio es un contrato laboral que proporciona a los hombres el derecho a explotar a las mujeres.
La Gran Revolución Doméstica por Dolores Hayden es una referencia. Hayden describe el feminismo materialista en aquel tiempo como reconceptialización de la relación entre el espacio de hogar privado y espacio público  presentando opciones colectivas para quitar la "carga" de las mujeres con relación al trabajo del hogar,la cocina, y otros trabajos domésticos tradicionales femeninos.

## Relación con el feminismo marxista
El feminismo marxista está centrado en investigar y explicar las maneras en las cuales las mujeres son oprimidas a través de sistemas de capitalismo y propiedad privada. Como anteriormente aclarado, el feminismo materialista fue desarrollado como una mejora al marxismo, ya que fue percibido que el feminismo marxista falló al señalar la división de trabajo, especialmente en el hogar. El concepto actual tiene sus raíces en el feminismo socialista y marxista; Rosemary Hennessy y Chrys Ingraham, editoras de Materialist Feminism: A Reader in Class, Difference, and Women´s Lives, describen el feminismo materialista como la "conjunción de varios discursos—materialismo histórico, feminismo radical y marxista, así como teorías postmodernistas y psicoanalíticas del significado y la subjetividad".

## Aproximaciones interseccionales
El feminismo materialista ha sido criticado por asumir la opresión universal de mujeres. Al centrarse en las relaciones capitalistas combinadas con el patriarcado, el feminismo materialista falla en incluir a mujeres de distintas clases sociales, sexualidades y etnicidades. Hazel Carby desafió los análisis feministas materialistas sobre la familia al llamarlos universalmente opresores a todas las mujeres. Ella notó, en cambio, las maneras que los valores de la familia son diferentes para hombres y mujeres negros, como también que la división de trabajo es racializada.
En años recientes, el pensamiento feminista materialista ha intentado centrarse en asuntos transnacionales. Académicos consideran el cambio económico global en relación con la feminización de pobreza. Académicos feministas también están trabajando para crear una programación  feminista transnacional. Por ejemplo, Rosemary Hennessy analiza organizaciones de base en cuatro comunidades maquiladoras a lo largo de la frontera del norte de México. Esta investigación reclama que la naturaleza global del patriarcado y el capitalismo sostiene una "economía política del sexo".

## Críticas
La relación entre materialismo y feminismo ha sido descrita como "problemática" y considerada como una "pareja infeliz". También ha habido preocupaciones con respecto a la ambigüedad general del feminismo materialista. Ha sido llamado a cuestionar si la diferenciación entre feminismo materialista y el feminismo marxista es lo suficientemente amplia para ser una contribución relevante a la teoría feminista. De todas maneras, la crítica principal al feminismo materialista señala la carencia de interseccionalidad dentro de la teoría. Mientras el feminismo materialista siempre se ha centrado en la idea de que el género es una construcción social, Rosemary Hennessy comenta sobre cómo recientemente ha habido presión por reconocer las diferencias dentro de la definición de "mujer" y cómo esto interfiere no sólo con clase, sino también con raza y otras sexualidades y géneros.
Las contribuciones de Christine Delphy al feminismo materialista también han sido sujeto de crítica, por ejemplo por Michèle Barrett y Mary McIntosh, quienes sugieren que la definición de feminismo materialista tiene una interpretación muy imprecisa de patriarcado, y que el artículo de Delphy  "Hacia un Feminismo Materialista" tiene un enfoque limitado de la opresión de las esposas y que falla en conectar esto a la opresión global de las mujeres en general.
Stevi Jackson también identifica como preocupante el resurgimiento reciente de interés materialista, declarando que muchas de las nuevas ideas reducían los materiales a ideas capitalistas, y que "esto nos podría llevar de nuevo a las formas menos productivas del marxismo de 1970".